# Barnabas Imenger
Barnabas Imenger (24 novembre 1991) è un calciatore nigeriano, centrocampista o attaccante del Lobi Stars.
È figlio dell'ex calciatore Barnabas Imenger Shikaan.

## Carriera

### Club
Dal 2009 al 2012 ha giocato nella massima serie nigeriana; successivamente ha segnato un gol in 8 presenze in Superettan (la seconda serie svedese) nel Trelleborgs, per poi tornare a giocare nella massima serie nigeriana dal 2013.

### Nazionale
Conta otto presenze in nazionale.